# (612911) 2004 XR190
2004 XR190 és un objecte transneptunià classificat com a objecte del disc dispers descobert l'11 de desembre de 2004 però confirmat i anunciat públicament el 13 de desembre de 2005. Es tracta d'un objecte relativament gran d'entre 500 i 1000 km de diàmetre (una mica menys que la meitat del diàmetre de Plutó) situat a una distància actual del Sol de 58 ua. La seva òrbita és inusual per dues raons. La primera és que és extremadament circular per a ser un objecte del disc dispers, i la segona és la seva gran inclinació (uns 47º respecte al pla de l'eclíptica). Com que la seva distància mínima al Sol està per sobre de les 50 ua, mai s'acosta molt a Neptú (30 ua), fet que provoca dificultats per explicar la seva òrbita segons les actuals teories de formació del sistema solar exterior.
Fins que se li va assignar un número i nom definitiu ha rebut el nom provisional de Buffy, en referència a Buffy the Vampire Slayer.